# Eisenbahn in Western Australia

Die Lokomotive „Ballarat“, die erste in Western Australia eingesetzte Lokomotive, auf einem Foto von 1921, das sie abgestellt und halb vom Sand verweht zeigt. Sie steht heute im St Marys Park in Busselton.

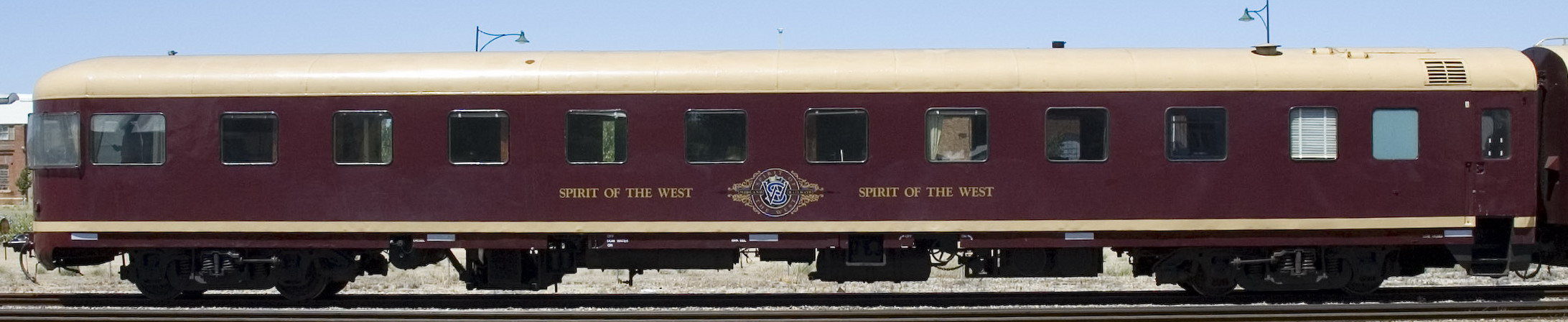
Historischer Schlaf- und Kanzelwagen für Fernverkehrszüge

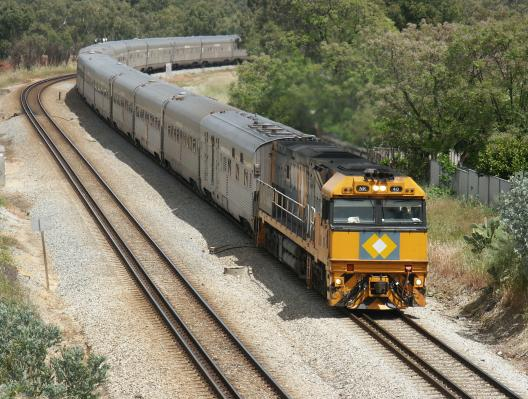
Der Indian Pacific bei Bellevue auf der „Ostbahn“ Perth–Kalgoorlie; deutlich erkennbar sind die Dreischienengleise

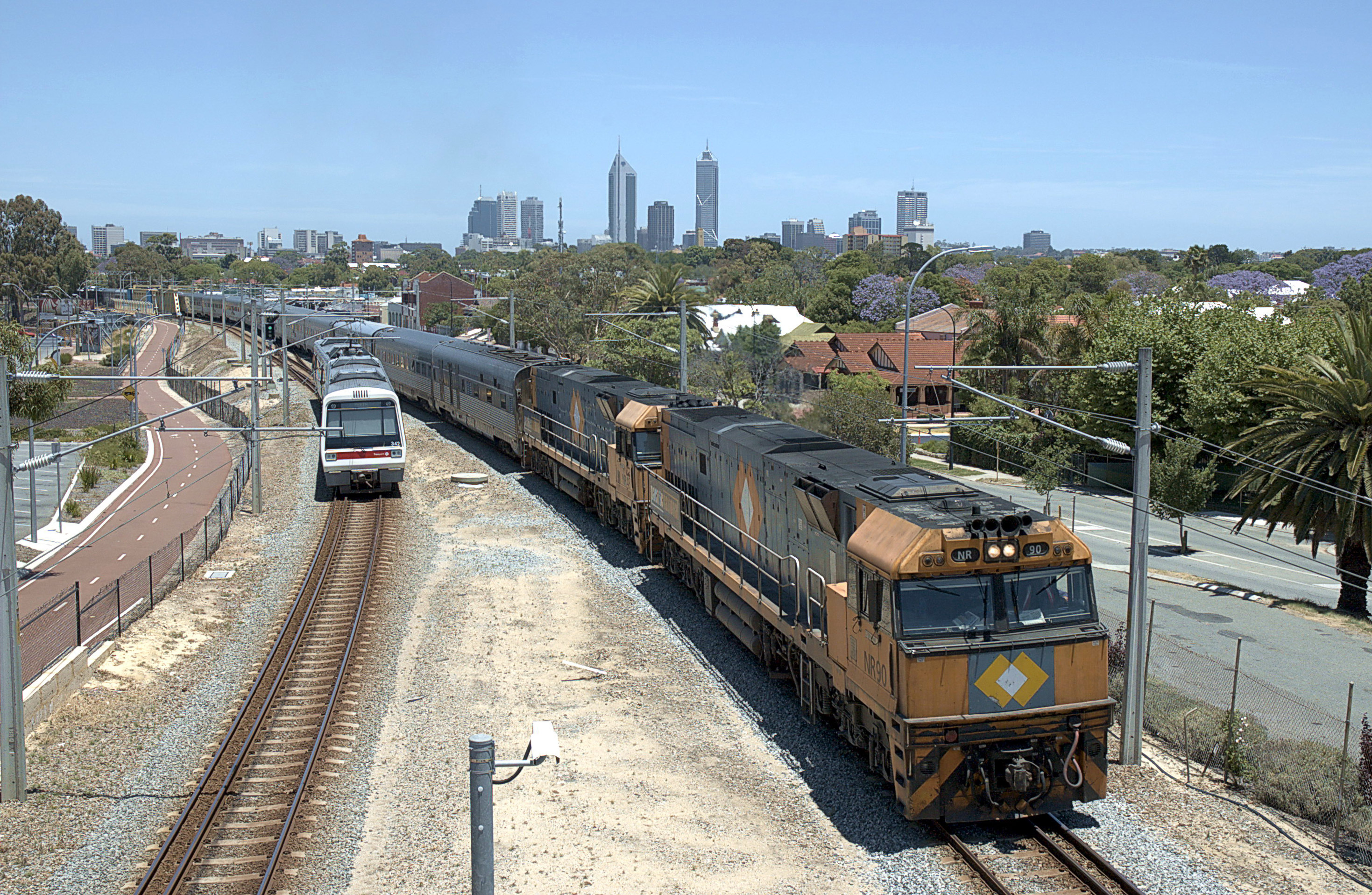
Der Indian Pacific verlässt Perth. Links ein kapspuriger Nahverkehrszug. Beide Gleise sind dreischienig.

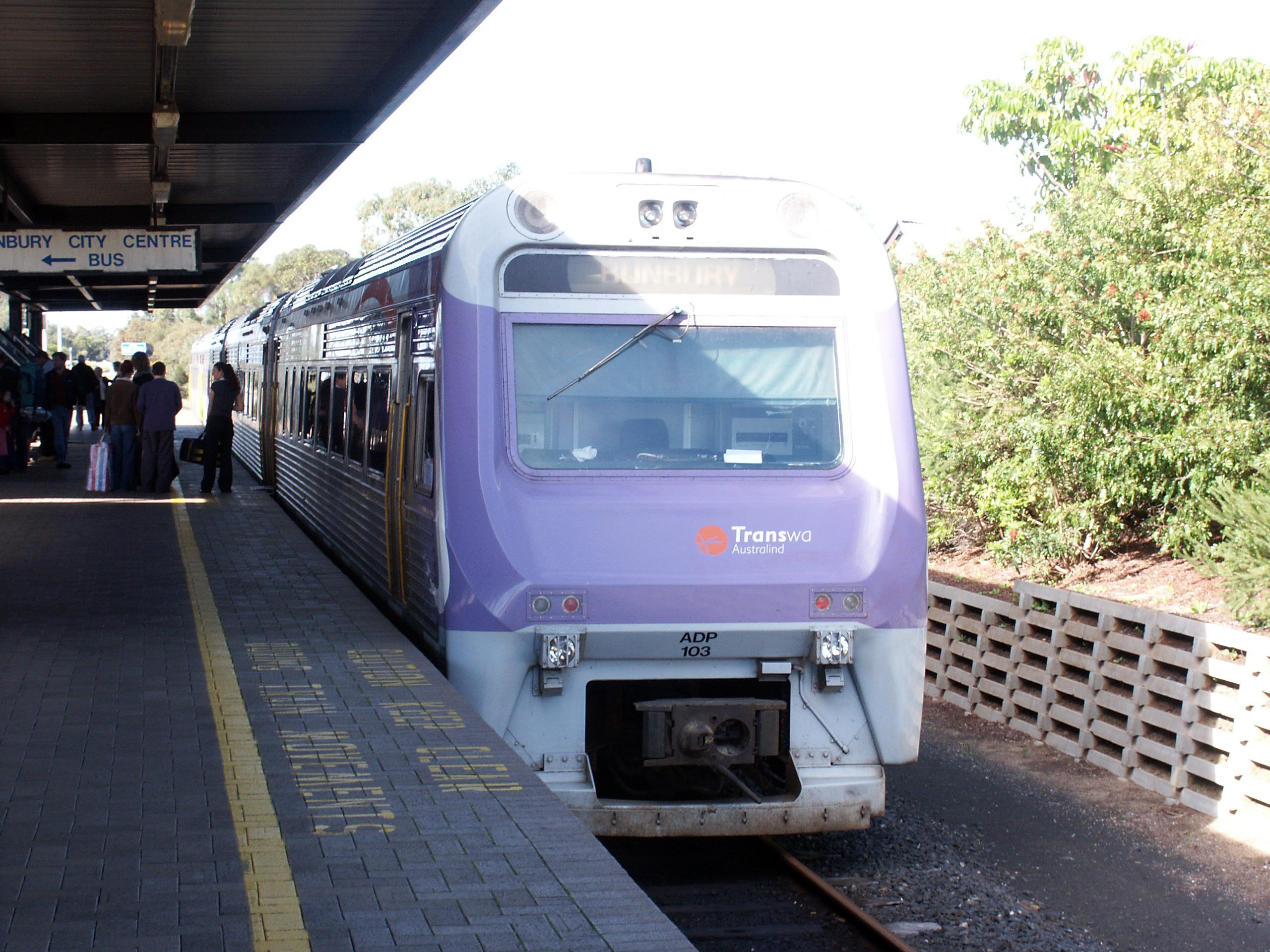
Australind: Bunbury–Perth

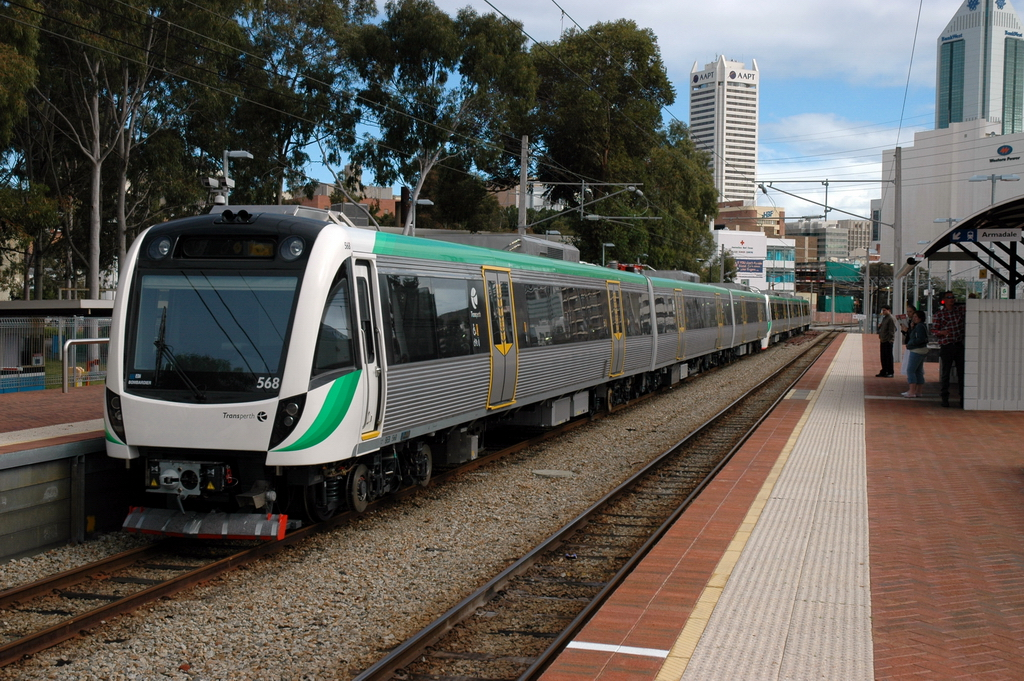
Nahverkehrszug in Perth, McIver Bahnhof.

Eisenerzbahnen im Norden Western Australias

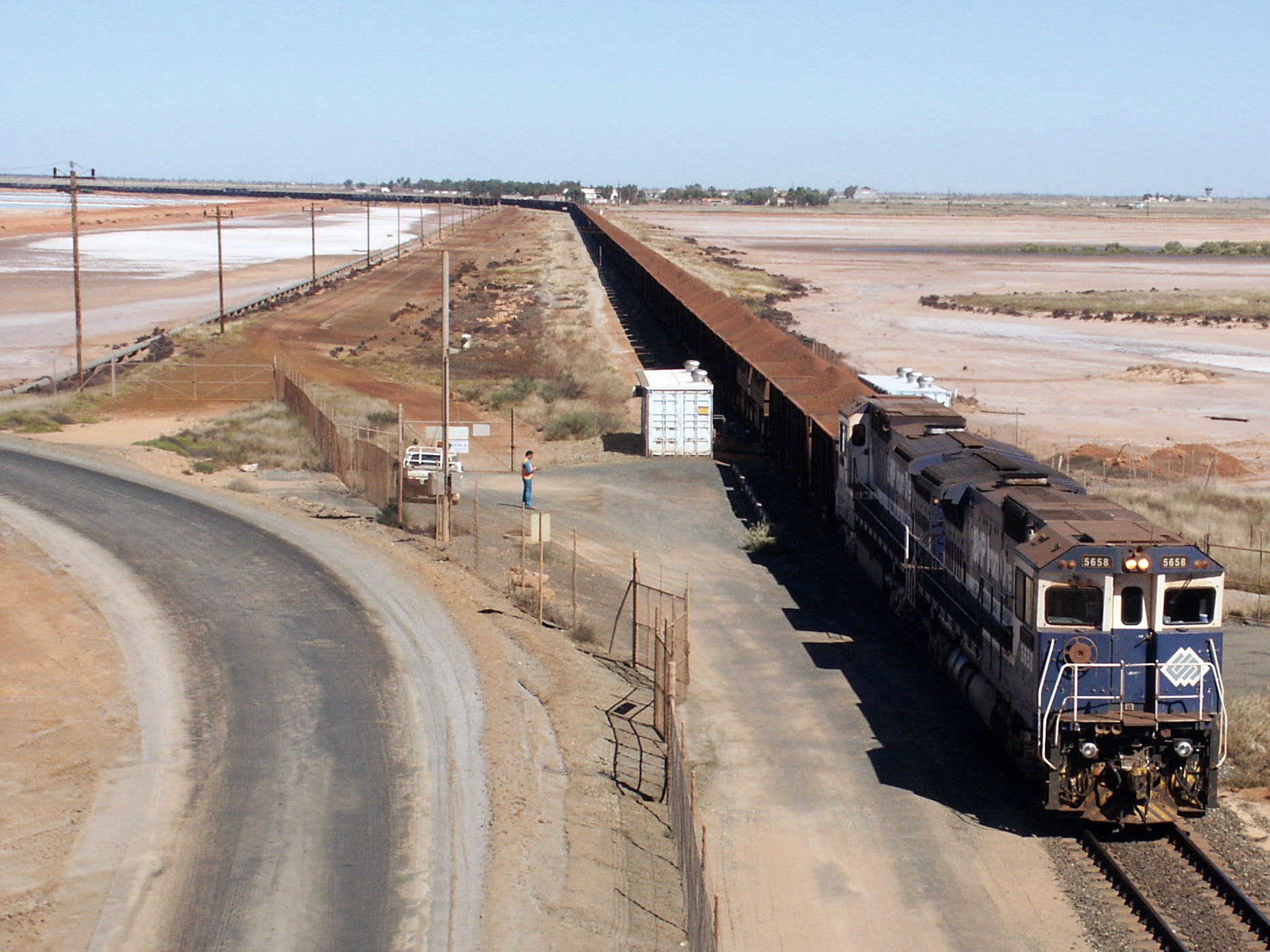
Einfahrt eines Eisenerzzuges in Port Hedland

Die Eisenbahn in Western Australia entstand ab 1871, als die erste Strecke in Betrieb ging. Die weitere Entwicklung zeichnete sich durch ein gemischtes System aus Staatsbahn und privat gebauten und betriebenen Bahnen ab. Letztere dienten vor allem der Abfuhr von Rohstoffen, zunächst von Holz, später von Bergbauprodukten.

## Geschichte
Bedingt durch die extrem geringe Besiedlungsdichte der Kolonie Western Australia, die sich zudem auf die Region um die Hauptstadt Perth und den Hafen Fremantle konzentrierte, entstand die Eisenbahn in Westaustralien im Vergleich zu den Eisenbahnen der weiter östlich gelegenen australischen Kolonien relativ spät. Wirtschaftlich rentable Verbindungen zeichneten sich erst am Ende der 1860er Jahre ab. Als Standard-Spurweite wurde die gegenüber der Regelspur preiswertere Kapspur gewählt. Seit 1877 unterlag die Kontrolle der Eisenbahnen einem eigenen Eisenbahnministerium des Staates Western Australia.
Die erste Eisenbahnstrecke Western Australias war eine privat gebaute Strecke zwischen Lockville an der Küste und Yoganup im Hinterland, südlich von Perth. Sie diente der Abfuhr von Holz, insbesondere des Holzes des Jarrah-Baums, eines begehrten Rohstoffs für Bahnschwellen. Zahlreiche derartige Bahnen wurden in den folgenden Jahren in Western Australia errichtet. 1879 folgte als erste durch den Staat errichtete Eisenbahn die Strecke zwischen Geralton und Northampton. Perth und sein Hafen Fremantle wurden 1881 per Eisenbahn verbunden. So entstanden die ersten Strecken sowohl als Staatsbahnen (Western Australian Railways, ab 1890: Western Australian Government Railways, 1975–2000: Westrail) als auch als privat gebaute und teilweise durch staatliche Land grants finanzierte Eisenbahnen. Wichtigste Privatbahnen waren die Midland Railway of Western Australia und die Great Southern Railway (Western Australia). Letztere wurde 1896 von der Staatsbahn übernommen, Erstere 1964. Wichtigster Grund für den Bau der Strecken war die Abfuhr von Agrar- und Bergbauprodukten, also die Verbindung zwischen Hinterland und Häfen. Wichtigste Verbindungen waren die von Perth ausgehenden Strecken nach Fremantle (1881), Albany (1889) – errichtet durch die Great Southern Railway (Western Australia) –, Bunbury (1893), Geraldton (1894) und Kalgoorlie (1896) sowie die Verbindung von Kalgoorlie nach Esperance. Darüber hinaus errichtete die Staatsbahn einige schmalspurige Linien in entlegeneren Landesteilen, etwa von Port Hedland aus landeinwärts nach Marble Bar, genannt Spinifex Flier.
Im Jahr 1917 wurde die von den Bundeseisenbahnen gebaute und betriebene Transaustralische Eisenbahn eröffnet, die von Kalgoorlie ausgehend nach Osten führte. Damit erreichte erstmals eine regelspurige Strecke Western Australia. 1968 wurde sie in westliche Richtung bis Northam verlängert. Bis dorthin ersetzte sie die Kapspurstrecke. Westlich von Northam wurden Dreischienengleise eingebaut, wodurch die Regelspur bis Fremantle und in einige Industrie- und Gewerbegebiete im Umfeld von Perth verlängert wurde. Alle Kapspurstrecken östlich von Kalgoorlie, einschließlich der Strecke nach Esperance, wurden komplett auf Regelspur umgespurt. Die bergwerkseigenen Bahnen im Norden von Western Australia wurden ebenfalls in Regelspur errichtet, sind aber ein Inselbetrieb ohne Anschluss an das übrige Netz.

## Betrieb

### Verkehr
Personenverkehr wird heute von der staatliche Public Transport Authority (Western Australia) angeboten, die die beiden Eisenbahnverkehrsunternehmen Transperth (für den Vorortverkehr im Großraum Perth) und Transwa (für den innerstaatlichen Fernverkehr) betreibt. In diesem innerstaatlichen Fernverkehr werden aber nur noch Verbindungen auf den Strecken zwischen Perth, Kalgoorlie und Bunbury angeboten. Die Verbindung Perth–Kalgoorlie wird mit dem Zug Prospector betrieben, der auf der Normalspur bis zu 160 km/h fährt. Dies ist neben den Neigezügen der Eisenbahn in Queensland die höchste im fahrplanmäßigen Verkehr gefahrene Geschwindigkeit in Australien. Hinzu tritt die Great Southern Railway, Betreiberin des Indian Pacific, in der Verbindung Perth–Sydney.
Im Jahr 2000 verkaufte die Staatsbahn ihre Güterverkehrssparte an die Australian Western Railroad, die der Australian Railroad Group (ARG) gehörte und 2006 an Queensland Rail weiterverkauft wurde. Ein erheblicher Teil des Netzes wurde an WestNet Rail, die ebenfalls zur Australian Railroad Group gehörte, verpachtet, die den innerstaatlichen Güterverkehr betreibt. Diesen Pachtvertrag übernahm 2006 Babcock & Brown Limited. Der zwischenstaatliche Güterverkehr wird von Pacific National und QRNational gefahren.

### Infrastruktur
Es gibt im Bundesstaat separate Netze (Inselbetriebe):
- das Netz im Ballungsraum Perth (Kapspur),
- die Transaustralische Eisenbahn von Perth nach South Australia über Kalgoorlie (Normalspur),
- die privaten Bahnen im Norden (Normalspur).

Das Kapspurnetz der ehemaligen westaustralischen Staatsbahn, einschließlich der Dreischienengleise zwischen Perth und Northam und der auf Regelspur umgespurten Strecken von Northam nach Kalgoorlie und von dort nach Esperance, befindet sich weiter in der Bewirtschaftung von Babcock & Brown Limited. Die Strecken für den Vorortverkehr im Bereich von Perth wurden ab 1986 mit 25 kV Einphasenwechselspannung bei 50 Hz elektrifiziert. Dieses Vorortnetz wird weiter ausgebaut und gilt in Australien als vorbildlich. Die Regelspurstrecke östlich von Kalgoorlie gehört in Nachfolge der australischen Bundeseisenbahnen der Australian Rail Track Corporation.

### Bahnen der Bergbaubetriebe
Einige Bergbaubetriebe unterhalten im Norden von Western Australia eigene Eisenbahnnetze, die die Abbaubetriebe mit Häfen an der Küste verbinden. Es handelt sich um drei Streckennetze. Alle sind regelspurig und werden ausschließlich vom werkseigenen Güterverkehr genutzt. Es laufen Klagen anderer Bergbaubetriebe auf Netzzugang.
- Von Port Hedland führen zwei der BHP Billiton gehörende Bahnen ins Hinterland. Dies sind
  - die Mount Newman Railway nach Newman und
  - die Goldsworthy railway nach Shay Gap.
- Die Hamersley & Robe River Railway gehört zur Rio Tinto Group, weist insgesamt 1300 km Strecke auf und führt von den Häfen Dampier und Cape Lambert zu einer Reihe von Bergwerken.
- Die Fortescue Railway gehört der Fortescue Metals Group und führt von der Cloud Break Mine nach Herb Elliott Port bei Port Hedland.
- Die Roy Hill Railway verbindet die gleichnamige Eisenerzgrube mit dem Hafen in Port Hedland

Mit diesen Bahnen wird Eisenerz vom Abbau zu den Verladehäfen transportiert. Sie sind für eine maximale Transportleistung ausgelegt und gelten als technische Systeme, die das Maximum an Leistung herausholen, die das Rad-Schiene-System zu leisten in der Lage ist. Die hier fahrenden Züge zählen zu den längsten und schwersten der Welt. Betrieb und Unterhalt der Bahnen sind stark automatisiert. Die Beladeanlagen werden von Personal in Perth überwacht, die Radsätze der Erzwagen von vollautomatisch Verarbeitungslinien instand gesetzt.
Darüber hinaus sind weitere derartige Strecken geplant oder im Bau:
- Vorgeschlagen wurde eine Strecke vom Hafen Oakajee (nördlich von Geralton) ins Hinterland. Diese Bahn soll im Gegensatz zu den bestehenden für jeden Bergbaubetrieb offenstehen, der den Anschluss daran wünscht.
- Ebenfalls mit dem Ziel des Hafens von Oakajee hat WestNet Rail einen Bahnanschluss mit Dreischienengleis vorgeschlagen, der auch an die Kapspur des bestehenden Netzes südlich von Geralton anschließen könnte.
- 2010 kündigte die Rio Tinto Group an, weitere Eisenerzminen mit einer Bahnstrecke an den Hafen von Dampier anzubinden.[4]

### Automatische ZugsteuerungAutoHaul
Das Projekt AutoHaul wurde von Rio Tinto 2012 gestartet. Die Erwartung war, dass der Übergang zum automatischen Betrieb bis 2015 abgeschlossen sein und 518 Mio. US-Dollar kosten sollte. Während der Einführung des AutoHaul-Betriebes gab Rio Tinto wenig Informationen über das Projekt preis, um die Aktienkurse der Gesellschaft nicht zu beeinflussen. 2018 hatte das Programm bereits eine vierjährige Verspätung und die erwarteten Kosten waren auf 940 Mio. US-Dollar gestiegen.
Rio Tinto führte Anfang 2017 den automatischen Fahrbetrieb ein, bei dem Lokführer zunächst nur noch Überwachungsaufgaben hatten, später fuhren die Züge ganz ohne Personal, Ende 2017 der erste von Wombat Junction nach Paraburdoo. Zu diesem Zeitpunkt wurden bereits 50 % der Fahrten im automatischen Fahrbetrieb erbracht, Ende 2018 waren es 90 %. Die Züge werden von einer Zentrale gesteuert, die sich in Perth befindet, etwa 1500 km entfernt. Von dort werden auch die 52 niveaugleichen Bahnübergänge per Video überwacht. Wesentlich beteiligt an dem Projekt waren Hitachi und Kontron. Im Juni 2019 war der Übergang zum lokführerlosen AutoHaul-Betrieb auf dem 1700 km langen Netz abgeschlossen. Bis zu 50 Züge verkehren gleichzeitig. Die Züge sind 2,5 km lang, werden mit zwei oder drei Diesellokomotiven bespannt, haben 240 Wagen und transportieren bis zu 37 000 t Erz. Eine Fahrt von den 16 Gruben der Gesellschaft bis zu den Seehäfen in Dampier und Cape Lambert ist etwa 800 km lang und dauert ungefähr 40 Stunden. Die Züge fahren im GoA 4-Betrieb bis ans Ende der Hauptstrecke wenige Kilometer vor den Seehäfen und werden dort von Lokführern für die Fahrt in den Hafen übernommen. Der Entladeprozess im Hafen ist wiederum automatisiert.
Durch den automatischen Betrieb werden Personal und Fahrzeit eingespart – im personalbesetzten Betrieb mussten die Züge pro Fahrt dreimal für den Personalwechsel halten. Der Fahrplan wird stabilisiert, weil die Fahrzeiten zwischen den einzelnen Zügen auf einem Streckenabschnitt nur noch zwischen 15 und 30 Sekunden variieren, statt zwischen 2,5 und 5 Minuten bei manuell gefahrenen Zügen. Zudem sind die Züge im automatisierten Betrieb besonders energieeffizient unterwegs.